# De Voetgangersvereniging
De Voetgangersvereniging werd in 1953 opgericht als "Nederlandse Vereniging Bescherming Voetgangers" (N.V.B.V.). Later werd de naam veranderd in "Voetgangersvereniging VBV" (1984) en in "De Voetgangersvereniging” (1994).

## Organisatie
De vereniging had circa 4.000 leden, rond de 500 donateurs (vooral gemeenten) en circa 150 actieve leden die de vereniging vertegenwoordigden in gemeenten en de Regionale Organen Verkeersveiligheid. Het kantoor met 15 medewerkers was gevestigd in ’s-Gravenhage. Vanaf 1977 verscheen het blad  "Mensen op Straat".

## Fusie
De vereniging werd in 2000 opgeheven in verband met de fusie met twee andere verkeersveiligheidsorganisaties: Veilig Verkeer Nederland en Stichting Kinderen Voorrang. Ze werden hiertoe gedwongen door het Ministerie van Verkeer en Waterstaat, dat de organisaties subsidieerde. De nieuwe organisatie kreeg de naam Verenigde Verkeers Veiligheids Organisatie (3VO). Voorafgaand aan de fusie benadrukte Minister Netelenbos als belangrijkste financierder op een jaarvergadering van Veilig Verkeer Nederland dat de  kleinere fusiepartners in de nieuwe organisatie herkenbaar dienden te blijven.  
Ondanks de intentie van de fusie verdween de bredere benadering, waaronder bijvoorbeeld de specifieke behartiging van voetgangersbelangen steeds meer uit zicht. Ook verdween de fusienaam 3VO en ging de organisatie  Veilig Verkeer Nederland heten. In 2012 vond een verdere reorganisatie en verdere koersverandering plaats waarbij de laatste medewerkers van de kleine fusiepartners werden ontslagen.

## MENSenSTRAAT
Voormalige bestuursleden en oud medewerkers van Kinderen Voorrang en de Voetgangersvereniging hebben zich daarna in 2013 verenigd in het vrijwilligersnetwerk MENSenSTRAAT. Sinds 2017 voert deze organisatie landelijke lobby voor de terugkeer van de professionele belangenbehartiging van de voetganger.